# Trikotnik žalosti
Trikotnik žalosti (izvirni naslov Triangle of Sadness) je satirična črna komedija, ki jo je napisal in režiral Ruben Östlund. Film sledi paru spletnih zvezdnikov na luksuznem križarjenju bogatih gostov.
Premiero je doživel na filmskem festivalu v Cannesu 21. maja 2022, na katerem je osvojil zlato palmo, v Sloveniji pa je v kinematografe prišel novembra istega leta. Prejel je večinoma pozitivne kritike in osvojil štiri nagrade Evropske filmske akademije, vključno z nagrado za najboljši film, kot tudi tri nominacije za oskarja.

## Dogajanje

### 1. del: Carl in Yaya
Maneken Carl in manekenka ter spletna vplivnica Yaya sta par. Carl zameri Yayi, da od njega vedno pričakuje plačilo računov v restavracijah, čeprav ona zasluži več od njega; pogosto se prerekata o denarju in o vlogah spolov. Yaya prizna, da je v zvezi s Carlom zaradi boljšega vtisa na družbenih omrežjih in da je njen cilj postati »trofejna žena«, toda Carl zatrdi, da bo dosegel, da ga začne ljubiti.

### 2. del: Jahta
Povabljena sta na luksuzno križarjenje s superjahto v zameno za njeno promocijo na družbenih omrežjih. Med bogatimi gosti so ruski oligarh Dimitrij z ženo Vero, starejši par Clementine in Winston, ki je obogatel s proizvodnjo orožja, invalidka Therese, ki po možganski kapi izgovarja le en stavek v nemščini, in osamljeni milijonar Jarmo, ki se spogleduje z Yayo. Gostje se na krovu predajajo razkošju, ne meneč se za posadko, ki se trudi ustreči vsem njihovim željam in kapricam. Šefica posadke Paula zahteva, da izpolnijo tudi najbolj nesmiselne zahteve gostov, vključno z zahtevo, da se celotna posadka okopa v morju, in to kljub temu, da to pomeni propad hrane v pripravi. Kapitan jahte Thomas Smith potovanje preživlja pijan v svoji kabini.
Paula strezni Thomasa in priredi večerjo s kapitanom, ko se jahta znajde sredi nevihte. Skoraj vsi gostje dobijo morsko bolezen, bruhajo ali driskajo. Medtem ko na jahti vlada panika, kapitan in Dimitrij pijana vodita polemiko o komunizmu in kapitalizmu ter jo prenašata po ozvočenju. Nevihta premetava jahto, prostore preplavijo odplake, pokvari se električna napeljava in številni gostje se poškodujejo. Zjutraj napadejo pirati, ki z granato ubijejo Clementine in Winstona ter potopijo jahto.

### 3. del: Otok
Skupina preživelih, ki jo sestavljajo Carl, Yaya, Dimitrij, Therese, Paula, Jarmo, ladijski strojnik Nelson (obtožen, da je eden izmed piratov) in čistilka Abigail, se uspe rešiti na otok. Paula sprva ukazuje Abigail, naj streže gostom križarjenja. Ko pa postane jasno, da je Abigail edina z veščinami preživetja, kot sta lovljenje rib in prižiganje ognja, si sama prisvoji nadzor z odtegovanjem hrane. Brodolomci se počasi povežejo med seboj in sprijaznijo s položajem, Abigail pa pridobiva vse več moči in privilegijev, kot so zasebno ležišče v rešilnem čolnu in spolni odnosi s Carlom v zameno za dodatno hrano. Yaya postane ljubosumna, ko Carl začne razmišljati, da bi prekinil z njo. Jarmo upleni divjo oslico, tako da ji s kamnom razbije glavo, kar Dimitrij in Nelson proslavita.
Yaya se odloči raziskati otok in Abigail se kljub njenim in Carlovim pomislekom ponudi, da gre z njo. Na drugi strani otoka odkrijeta dvigalo in ugotovita, da so že ves čas ujeti v bližini luksuznega letovišča. Therese v taboru medtem naleti na prodajalca, vendar mu ni zmožna pojasniti situacije. Yaya se razveseli odkritja dvigala, a Abigail se obotavlja vstopiti. Film se konča, ko Abigail okleva med umorom Yaye in rešitvijo skupaj z njo, medtem ko Carl ves iz sebe teče skozi goščavo.

## Vloge
- Harris Dickinson kot Carl
- Charlbi Dean kot Yaya
- Dolly de Leon kot Abigail
- Zlatko Burić kot Dimitrij
- Iris Berben kot Therese
- Vicki Berlin kot Paula
- Henrik Dorsin kot Jarmo
- Jean-Christophe Folly kot Nelson
- Amanda Walker kot Clementine
- Oliver Ford Davies kot Winston
- Sunnyi Melles kot Vera
- Woody Harrelson kot kapitan

## Produkcija
Film je režiser Östlund napovedal junija 2017, mesec po canskem filmskem festivalu, na katerem je bil njegov film Kvadrat nagrajen z zlato palmo. Dejal je, da bo Trikotnik žalosti »divja« satira, uperjena v svet mode in superbogatih, na temo »videza kot kapitala« in »lepote kot valute«. Naslov filma je izraz, s katerim plastični kirurgi imenujejo gubo med obrvema, ki daje videz zaskrbljenosti in jo je mogoče odpraviti z botoksom v 15 minutah.
Raziskovanje za scenarij je potekalo maja 2018. Igralce so izbirali od avgusta do novembra 2018 v Berlinu, Parizu, Londonu, New Yorku, Los Angelesu in Göteborgu ter marca 2019 v Moskvi. Iskanje primernih lokacij za snemanje se je začelo januarja 2019 in s prekinitvami potekalo do oktobra. S predprodukcijo je Östlund končal v prvi polovici februarja 2020.
Februarja 2020 so napovedali, da se bo principalna fotografija Trikotnika žalosti začela 19. februarja na Švedskem in v Grčiji ter da bodo v zasedbi Harris Dickinson, Charlbi Dean in Woody Harrelson. Za vlogo, ki jo je dobil Dickinson, so izbirali med okoli 120 igralci. 26. marca se je produkcija ustavila zaradi pandemije covida-19, ko je bila dokončana nekaj več kot tretjina snemanja. Montaža filma se je začela med prvim zaprtjem zaradi covida-19. Produkcija se je nadaljevala 27. junija na Švedskem, a se znova ustavila 3. julija.
Preostanek snemanja se je izvedel od 18. septembra do 13. novembra 2020 na otoku Evboja v Grčiji, snemanje je tako skupaj potekalo 73 dni. Östlund je poročal, da so med snemanjem opravili 1061 testov na covid-19 in da so bili vsi negativni. Snemanje je potekalo tudi na drugih grških otokih, v studiih produkcijske hiše Film i Väst v Trollhättnu in v Sredozemskem morju na jahti Christina O, ki je bila nekoč v lasti Aristotelesa Onasisa in Jacqueline Kennedy. Postprodukcija je trajala 22 mesecev. Po besedah igralcev je Östlund vsako sceno posnel tudi do 23-krat.

## Odziv

### Kritike
Spletno mesto Rotten Tomatoes, ki zbira kritiške ocene, daje filmu oceno 72 % oziroma 7,2 od 10. Na strani Metacritic ima oceno 63, ki pomeni »večinoma ugodne kritike«.
Richard Brody je v recenziji za The New Yorker opisal Trikotnik žalosti kot »film usmerjene demagogije, ki s svojimi preprostimi političnimi stališči meri na vnaprej ustvarjena mnenja občinstva art-kina; daleč od tega, da bi te ideje poglobil ali izzval«. Östlundovo režijo je opisal kot »precizno, a togo«, in kritiziral poudarek na družbenem komentarju – »(Östlundova) ostra opažanja so zakrita v njegovih prizadevanjih družbenokritičnosti in politične filozofije« – pohvalil pa je igro glavnih likov, posebej Deanove. Eric Neuhoff je v francoskem časopisu Le Figaro film opisal kot »plamenomet, uperjen v ekscese bogatašev«, in »Veliko požrtijo v navtični različici«.
Ana Jurc je za multimedijski portal RTV SLO zapisala, da je film »duhovita, a ne pretirano globoka satira razredne družbe«, Anže Lebinger za Dnevnik pa, da je »nalašč zapretiravan in potencirano absurden film o moralni izpraznjenosti sodobne kapitalistične družbe« in »zabavna kritika današnje kapitalistične družbe, ki pa ji pod črto manjka svežine in prefinjene pronicljivosti žanrskih sorodnikov«.

### Nagrade
- filmski festival v Cannesu (maj 2022):
  - zlata palma
  - nagrada AFCAE
- evropske filmske nagrade (december 2022):
  - najboljši film
  - najboljši režiser: Ruben Östlund
  - najboljši scenarist: Ruben Östlund
  - najboljši igralec: Zlatko Burić
- Združenje filmskih kritikov Los Angelesa (december 2022):
  - najboljša stranska igralka: Dolly de Leon
- Nacionalno združenje filmskih kritikov (januar 2023):
  - 3. mesto za najboljšo stransko igralko: Dolly de Leon
- guldbagge (januar 2023):
  - najboljši film
  - najboljši režiser: Ruben Östlund
  - najboljši stranski igralec: Zlatko Burić
  - najboljša stranska igralka: Dolly de Leon
  - najboljši kostum: Sofie Krunegård
  - najboljša maska: Stefanie Gredig